# Dragoste pierdută
Dragoste pierdută este un film românesc din 2008 regizat de Petre Năstase. Rolurile principale au fost interpretate de actorii Daniela Nane, Marius Stănescu, Gelu Nițu.

## Distribuție
Distribuția filmului este alcătuită din:
- Mircea Diaconu — Bătrânul
- Marius Chivu — Șoferul
- Veronica Gheorghe — Luiza
- Marius Stănescu — Vlad
- Cristina Cepraga — Asistenta
- Mircea Anca — Mircea
- Gelu Nițu — Doctorul
- Daniela Nane — Alina

## Primire
Filmul a fost vizionat de 969 de spectatori în cinematografele din România, după cum atestă o situație a numărului de spectatori înregistrat de filmele românești de la data premierei și până la data de 31 decembrie 2014 alcătuită de Centrul Național al Cinematografiei.